# فيزياء ذرية
الفيزياء الذرية هي مجال الفيزياء الذي يهتم بدراسة الذرّة من نواة والغلاف الإلكتروني. تشير الفيزياء الذرية عادةً إلى دراسة البنية الذرية والتفاعل بين الذرات. وتهتم بشكل أساسي بكيفية ترتيب الإلكترونات حول النواة. يشمل علي ذلك الأيونات والذرات المتعادلة.
يمكن ربط مصطلح الفيزياء الذرية بالطاقة النووية والأسلحة النووية. يُميز الفيزيائيون بين الفيزياء الذرية - التي تُعنى بالذرة كنظام يتكون من نواة وإلكترونات - والفيزياء النووية ، التي تدرس التفاعلات النووية والخصائص الخاصة لنوى الذرات.

## الذرات المعزولة
تدرس الفيزياء الذرية الذرات بشكل أساسي بمعزل عن بعضها. تتكون النماذج الذرية من نواة واحدة قد تكون محاطة بإلكترون واحد أو أكثر. لا تهتم هذه الفيزياء بتكوين الجزيئات، كما أنها لا تدرس الذرات في الحالة الصلبة كمادة مكثفة. بل تهتم بعمليات مثل التأين والإثارة بواسطة الفوتونات أو التصادمات مع الجسيمات الذرية.

## التكوين الإلكتروني
تُشكّل الإلكترونات أغلفة افتراضية حول النواة. تكون هذه الأغلفة عادةً في حالة أرضية، ولكن يُمكن إثارتها بامتصاص طاقة الضوء ( الفوتونات )، أو المجالات المغناطيسية، أو التفاعل مع جسيم مُتصادم.
تُعتبر الإلكترونات التي تملأ غلافًا ذريًا في حالة ارتباط. وتُسمى الطاقة اللازمة لإخراج إلكترون من غلافه طاقة الارتباط. و المقصود بطاقة الارتبط هي كمية الطاقة التي يمتصها الإلكترون لإخراجة من الذرة و تُحوّل هذه الطاقة إلي طاقة حركية وفقًا لمبدأ حفظ الطاقة.
إذا امتص الإلكترون طاقة أقل من طاقة الربط، فإنه ينتقل إلى حالة مثارة. وبعد فترة زمنية معينة ينتقل الإلكترون المثار إلى حالة الاستقرار وأثناء رجوعه يُصدر فوتونًا يساوي فرق الطاقة بيم المستويين، وفقًا لمبدأ حفظ الطاقة.
إذا امتصّ إلكترون داخلي طاقة ربط أكبر من طاقة أعلي مستوى (بحيث تتأين الذرة). في هذه الحالة، ينبعث فوتون مرئي أو أشعة سينية مميزة أو قد تحدث ظاهرة تُعرف باسم تأثير أوجيه، حيث تنتقل الطاقة المنبعثة إلى إلكترون مرتبط آخر.

## نموذج بور
نموذج بور، الذي اقترحه نيلز بور عام 1913، هو نظرية ثورية تصف بنية ذرة الهيدروجين.
1. تتحرك الإلكترونات في مدارات دائرية
  - تدور الإلكترونات حول النواة في مسارات دائرية ثابتة تسمى المدارات أو مستويات الطاقة .
  - هذه المدارات مستقرة ولا تشع طاقة.
2. كمية الزخم الزاوي:
  - يتم تحديد الزخم الزاوي للإلكترون ويتم تحديده بواسطة: {\displaystyle \ L=m_{\text{e}}vr=n\hbar ,\quad n=1,2,3,\ldots } حيث:
{\displaystyle m_{\text{e}}} : كتلة الإلكترون
{\displaystyle v} :سرعة الإلكترون
{\displaystyle r} : نصف قطر المدار
{\displaystyle \hbar } : ثابت بلانك المخفض ( {\displaystyle \hbar ={h}/{2\pi }} )
{\displaystyle n} :العدد الكمي الرئيسي، الذي يمثل المدار
3. مستويات الطاقة
  - لكل مدار طاقة محددة. الطاقة الكلية للإلكترون في {\displaystyle n} المدار هو: {\displaystyle \ E_{n}=-{\frac {\mathrm {13.6~eV} }{n^{2}}},} أين {\displaystyle \mathrm {13.6~eV} } هي طاقة الحالة الأرضية لذرة الهيدروجين.
4. انبعاث أو امتصاص الطاقة
  - يمكن للإلكترونات الانتقال بين المدارات عن طريق امتصاص أو إصدار طاقة تساوي الفرق بين مستويات الطاقة: {\displaystyle \Delta E=E_{\text{f}}-E_{\text{i}}=h\nu ,} حيث:
{\displaystyle h} :ثابت بلانك.
{\displaystyle \nu } : تردد الإشعاع المنبعث/الممتص.
{\displaystyle E_{\text{f}},E_{\text{i}}} : مستويات الطاقة النهائية والابتدائية.